# Pérassay
Pérassay é uma comuna francesa na região administrativa do Centro, no departamento Indre. Estende-se por uma área de 23,63 km². Em 2010 a comuna tinha 366 habitantes (densidade: 15,5 hab./km²).